# 辻村もと子
辻村 もと子（つじむら もとこ、1906年〈明治39年〉2月11日 - 1946年〈昭和21年〉5月24日）は、日本の小説家。北海道開拓にかける若き日の父親をモデルとして描いた長編『馬追原野』で樋口一葉賞を受賞した。

## 経歴
1906年（明治39）年2月11日、北海道岩見沢志文にて父・辻村直四郎、母・梅路の長女として生まれる。紀元節にあやかり元子と命名される。1912年（明治45年）、志文尋常高等小学校に入学。1919年（大正8年）に小学校を卒業後、父親の故郷である神奈川県小田原の祖母の家に寄留し、小田原高等女学校に入学する。1920年（大正9年）、小田原の祖母の死去に伴い、函館遺愛女学校に転校する。在学中に文学に親しむようになる。
1924年（大正13年）4月、遺愛女学校を卒業後、東京の日本女子大学文学部文学科に入学。学内の文芸誌「目白文学」に作品を発表する。1928年（昭和3年）3月、日本女子大学を卒業。卒業を記念して短編集『春の落葉』を300部限定出版する。4月、北海道に帰郷し、岩見沢町立女子職業学校教師となる。7月、同人誌「火の鳥」の同人となる。
1929年（昭和4年）3月、結婚が決まり教師を辞職。東京阿佐谷に移り住む。この頃から腎臓病を患う。渡辺とめ子方で同人誌「火の鳥」の編集に携わる。1940年（昭和15年）、性格の相違から離婚し、村岡花子を頼って大森に移り住む。翌年、父・直四郎逝去。この頃、埼玉県浦和市に移り住む。1942年（昭和17年）、長編小説『馬追原野』が雑誌「婦人画報」で一等入選となり、風土社より単行本が刊行される。1944年（昭和19年）、第1回樋口一葉賞を『馬追原野』で受賞する。文芸誌「日本文学者」の事務・編集に携わる。
1945年（昭和20年）、「月影」が昭和20年上期芥川賞候補となるが、戦況の厳しさのため発表は中止となる。戦火により、文芸誌「日本文学者」の事務所などが焼失する。短編「挙手」（のち「花咲く窓」と改題）が、『別れも愉し』の題名で田中重雄監督により映画化される（公開は戦後）。4月、北海道に疎開する。疲労と病気のため岩見沢市立病院に入院する（6月退院）。秋頃、もと子が北海道に帰郷したことを知った札幌の白都書房が小説集の出版を計画、加藤愛夫がもと子の元に訪問する。
1946年（昭和21年）4月、岩見沢市立病院に入院する。5月23日、もと子の具合が良くないことを聞いていた加藤愛夫が、白都書房社長の曽我部元斉の協力のもと急造本を作り病室に送り届ける。もと子、本を手にとって読む。翌朝、腎臓病により逝去。40歳没。6月、短編集『風の街』が刊行される。
1966年（昭和41）年10月、母・梅路逝去。同月、札幌丸井デパートにて「北海道文学展」が開催され、女流作家コーナーに辻村もと子の資料が展示される。
1972年（昭和47年）年5月11日、北海道長沼町で辻村もと子文学碑の立柱式が行われる。文学碑がある場所は長沼町を一望できるビュースポットとして、文学台（マオイ文学台）と呼ばれている。
2018年（平成30年）、岩見沢郷土科学館で企画展「辻村もと子の生涯　志文が生んだ樋口一葉賞作家」が開催される（2月13日～3月25日）。2月、「文学岩見沢」の別冊として未発表作品の「山脈（やまなみ）」が刊行される。

## 樋口一葉賞
樋口一葉賞は1944年（昭和19年）に制定された新進の女流作家のための賞で、「戦時女性」誌と日本文学報国会との共催による。選定委員は、河上徹太郎、吉屋信子、円地文子、宇野千代、川上喜久子、窪川稲子、壺井栄、林芙美子、真杉静枝。候補作には阿部光子「猫柳」大原富枝「祝出征」譲原昌子「泉」高山麦子「別離」辻村もと子「馬追原野」中村佐喜子「人知れぬ苑」渡辺喜恵子「いのちのあとさき」堤千代「文鳥」の8作品および相原トク子、小川静子の2名が挙げられ、2名受賞可能ならと辻村もと子と阿部光子が選ばれたが、1名のみということになり3月16日の委員会で辻村もと子に決定、7月10日に大東亜会館にて授賞式が行われた。なお賞は第1回のみで、第2回は開催されていない。

## 著書
- 『春の落葉』東京詩学協会、1928年
収録作品：「燈台のある岬」「一つの結婚」「正平とお信」「雪解」「冬」「吹雪」「春の落葉」「メリザンド」「開墾者」「月下を行く人々」「春から夏へ」「それは約束です」「失はれたパイプ」
- 『馬追原野』風土社、1942年
- 『風の街』白都書房・白都選輯、1946年
収録作品：「をさな妻」「秋風抄」「風の街」「ひみつ」「花咲く窓」「焔」「早春箋」「乙女ごころ」「月影」
- 『馬追原野』北書房、1972年[注釈 6]
- 「馬追原野」：『北海道文学全集 第15巻 この風土に育つ（二）』（立風書房、1981年）に収録